# Karel Teige

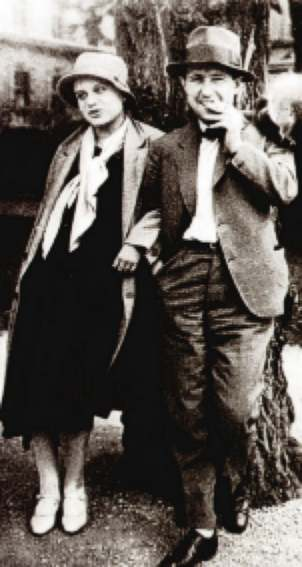
Toyen und Karel Teige (1925)

Karel Teige (* 13. Dezember 1900 in Prag, Österreich-Ungarn; † 1. Oktober 1951 in Prag, ČSR) war ein tschechischer Kritiker, Kunsttheoretiker, Publizist, Künstler und Übersetzer.
Karel Teige war eine vielseitige, politisch orientierte Persönlichkeit: Er beteiligte sich an der Gründung des Poetismus und engagierte sich in den Bereichen Bildende Kunst, Architektur, Film und Literatur. Er propagierte konsequent die avantgardistische Kunst und Lebensart und gehörte zu den bekanntesten Mitgliedern der Avantgarde-Gruppierung Levá fronta (Linke Front).
Als Organisator, Theoretiker und Vermittler beeinflusste er die Entwicklung der tschechischen Kultur, vor allem des Poetismus und des Surrealismus. Jaroslav Seifert nannte seine Generation die „Generation Teige“.

## Leben
Karel Teige war der Sohn des Historikers und Archivars Josef Teige (1862–1921). Nach dem Abitur 1919 begann er das Studium der Philosophie an der Karls-Universität Prag, widmete sich aber bereits mit ganzer Energie seinen Aktivitäten im Bereich der Avantgarde der Kunst. Im Jahr 1920 wurde er zur führenden Persönlichkeit des Vereins für moderne Kultur Neunkräfte (Devětsil). In diesem Rahmen formulierte er sein Verständnis der proletarische Kunst, die im Gegensatz zum sowjetischen Kunstmodell keine didaktischen Ansprüche erhob, sondern sich mit dem tatsächlichen kulturellem Leben der Proletarier auseinandersetzte: großstädtische Folklore, Zirkus, Groschenromanen, Filmvorführungen etc. Hier ist bereits das Hauptmotiv des von Karel Teige 1924 in einem ersten Manifest definierten Poetismus enthalten: Der Poetismus möchte das Mittel sein, dass die menschliche Vorstellungs- und Schaffenskraft erweitern möchte, um ein Gleichgewicht zwischen der modernen Zivilisation und der menschlichen Sensibilität zu erreichen. Die Kunst sollte zu einem dauerhaften Bestandteil des Lebens werden, einem frohen modus vivendi, erfüllt von Jaroslav Seiferts alle Schönheit der Welt. 1928 und 1930 verfasste Karel Teige zwei weitere Manifeste des Poetismus, in denen er einerseits die Poesie für alle Sinne weiter ausführt und andererseits versucht die marxistische Soziologie der Kultur mit Sigmund Freuds Psychoanalyse zu verknüpfen.
1927 bis 1930 redigierte er die Monatsschrift ReD (Revue Devětsil) die zu einer führenden Zeitschrift der europäischen Avantgarde wurde.
Im Rahmen seiner ästhetischen Überlegungen beschäftigte sich Karel Teige kontinuierlich mit der Ästhetik und der Soziologie der Architektur. Zu Beginn der 30er Jahre beschäftigte er sich neben der antifaschistischen Publikationstätigkeit fast ausschließlich mit der Soziologie der Architektur. Er propagierte den Funktionalismus und den Konstruktivismus, wobei er beide Stile als technischen und wissenschaftlichen Dienst an den Bedürfnissen der Menschheit ansah, mit der Tendenz von der Form zur Funktion zu streben. Er polemisierte mit Le Corbusier, auch als er im Gegensatz zu diesem die Architektur als gesellschaftlich-wissenschaftliche Disziplin definierte. 1930 publizierte er das umfangreiche Werk Zur Soziologie der Architektur, das ihm 1929 bis 1930 eine Gastprofessur an der Hochschule Bauhaus Dessau ermöglichte. Eine ähnliche Wertschätzung wie gegenüber den architektonischen Ansätzen des Bauhauses hegte er auch für den sowjetischen Konstruktivismus, den er 1936 in seinem Buch Entwicklung der sowjetischen Architektur thematisierte. Er wandte sich gegen die Erneuerung des pompösen Akademismus der 30er Jahre.
Karel Teige wurde auch durch das Medium Fotografie und Film stark angezogen. Bereits 1925 veröffentlichte er das Buch Film, es folgten Studien zu Charlie Chaplin und zu sowjetischen Filmschaffenden. 1929 erschien seine Studie Zur Ästhetik des Films welche seine Erkenntnisse zusammenfasste und den Film als reine Kunst des Bildes und der Bewegung definierte.
Eine große Bedeutung hat auch sein künstlerisches Werk: Es handelt sich hierbei um typografische Arbeiten, Illustrationen, Fotomontagen und Collagen die vor allem aus seiner surrealistischen Phase datieren.
1934 gründet Karel Teige gemeinsam mit Vítězslav Nezval, Toyen und Jindřich Štyrský eine Surrealistische Gruppe. Den historischen Hintergrund bieten der nationalsozialistische Aufstieg in Deutschland und die Forcierung des sozialistischen Realismus in der Sowjetunion. Wiederum verstand Karel Teige den Surrealismus nicht als ästhetische Schule, sondern als Philosophie des Lebens die die Perspektive der revolutionären Realität und die Fantasie, das Kollektive und die Freiheit, den Verstand und das Gefühl vereinigte.
Im Gegensatz zu André Breton lehnte er die Mystik und den Okkultismus ab und bestand auf der marxistischen Soziologie der Kunst. 1936 veröffentlichte er seine umfangreiche Arbeit Jahrmarkt der Kunst, welche das Ergebnis seiner Studien zum Phänomen „moderne Kunst“ erläutert.
Die Broschüre Surrealismus gegen den Strom verurteilte 1938 die Kampagne der stalinistischen Macht gegen die moderne Kunst und zog Parallelen zu damals gegenwärtigen Ereignissen in Hitler-Deutschland (Entartete Kunst).
Während der Okkupation der Tschechoslowakei widmete er sich weiter seinen ästhetischen Studien und gab die Monografien Jan Zrzavý (1940) und Grünewald (1941) heraus.
Nach dem Zweiten Weltkrieg schrieb er eine Dissertation, legte aber die Doktorprüfung nicht ab.
In der Nachkriegskunst widmete er sich vermehrt der Typografie, der Gebrauchsgrafik und der Publikation seiner Studien in Zeitschriften. Er war weiter für die surrealistische Gruppe tätig und eröffnete 1947 die internationale Ausstellung des Surrealismus.
Kurz nach der kommunistischen Machtübernahme im Februar 1948 in der Tschechoslowakei wurde er zum Opfer einer aggressiven, denunzierenden Hetze. Er lehnte jede Anpassung an das Regime entschieden ab.
Er freundete sich mit einer Gruppe junger Surrealisten an und beteiligte sich an den Samizdat-Ausgaben Tierkreiszeichen.
Karel Teige starb an einem Herzinfarkt wenige Tage vor einer polizeilichen Hausdurchsuchung, bei der große Mengen seiner Handschriften verschwanden.  Die beiden Frauen, zu denen Karel Teige eine besonders enge Beziehung hatte, seine Lebensgefährtin Josefina (Jožka) Nevařilová und seine Geliebte Eva Ebertová, begingen unmittelbar nach seinem Tod Selbstmord.

## Veröffentlichungen

### Studien
- Stavba a báseň
- Svět, který se směje
- Svět, který voní
- Jarmark umění
- Surrealismus proti proudu

### Wissenschaftliche Arbeiten
- Soudobá mezinárodní architektura
- Moderní architektura v Československu
- Moderní fotografie v Československu
- Vývojové proměny v umění
- Vývoj sovětské architektury
- Sociologie architektury
- Jan Zrzavý

### Deutschsprachige Ausgaben
- Collagen 1935-1951 und Surrealismus und Fotografie, Museum Folkwang, Essen 1966
- Karel Teige: Liquidierung der Kunst. Analysen, Manifeste, Frankfurt am Main: Suhrkamp, 1968
- Karel Teige:"Poetismus - ein Manifest" in: Die Prager Moderne. Erzählungen, Gedichte, Manifeste, Herausgegeben und mit einem Nachwort versehen von Květoslav Chvatík, Frankfurt am Main: Suhrkamp. 1991, S. 139–148
- Vítězslav Nezval/Karel Teige: Depesche auf Rädern : Theatertexte 1922 - 1927, Berlin: Basisdruck, 2001

### Englischsprachige Ausgaben
- Modern Architecture in Czechoslavia and Other Writings (Texts & Documents), J P Getty Trust Pubn, 2000, ISBN 0-89236-596-X
- The Minimum Dwelling, MIT Press, 2002, ISBN 0-262-20136-4
- Foto kino film (1922) und  The Aesthetics of Film and Cinegraphie (1924) in: Cinema all the time : an anthology of Czech film theory and criticism, 1908 - 1939, hrsg. von Jaroslav Andel und Petr Szczepanik, University of Michigan Press, 2008, ISBN 0-930042-99-9